# Magic hour (miida and The Departmentの曲)
「Magic hour」（マジック・アワー）は、miida and The Departmentの2作目の配信限定シングル。

## 解説
- 1stデジタルシングル「wind and sea」から、約2ヶ月ぶりのリリース。

## 収録曲
1. Magic hour
2. wind and sea
  - 1stデジタルシングル「wind and sea」収録